# Đảo Lopez

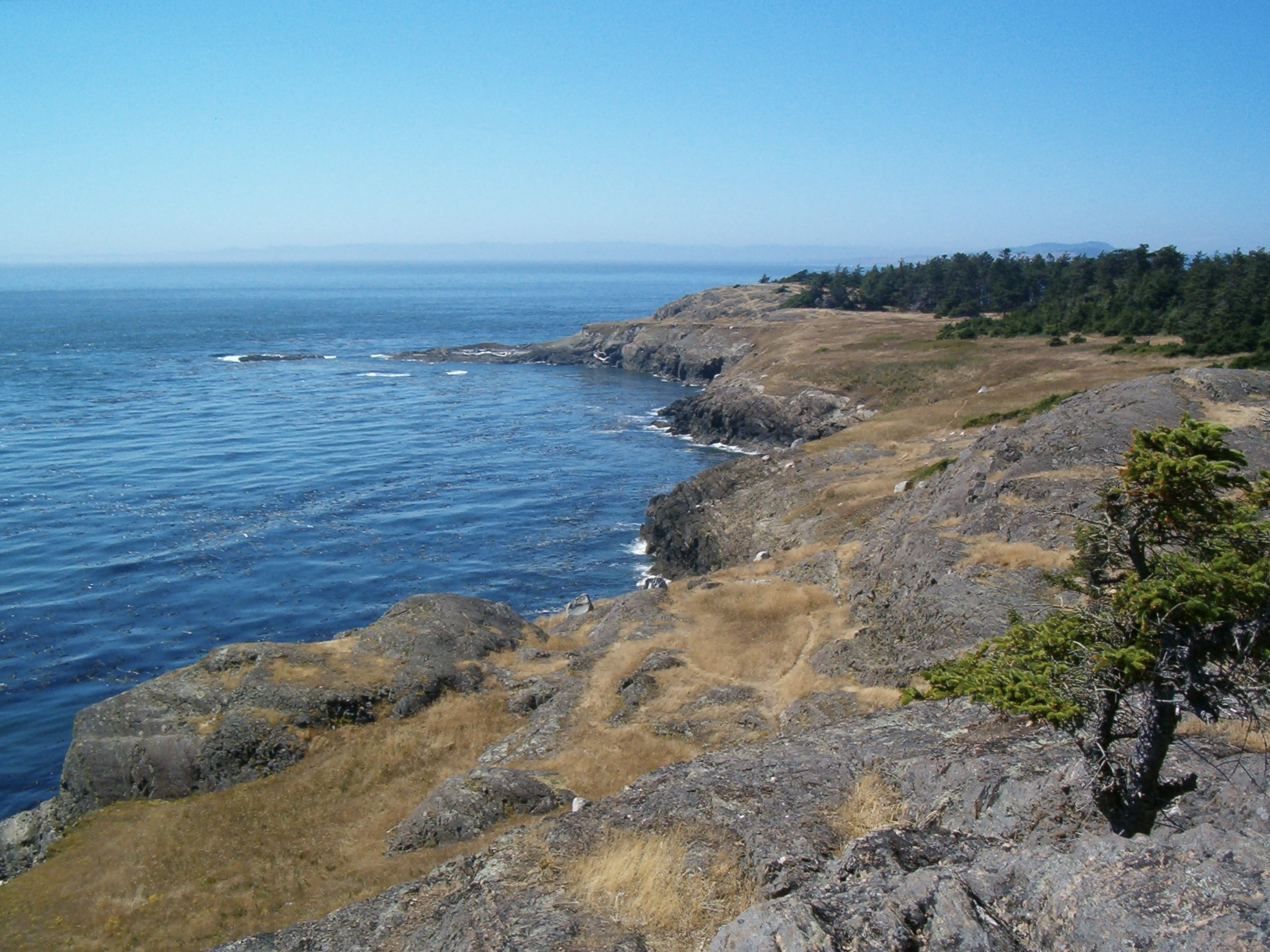
Đảo Lopez

Lopez là hòn đảo lớn thứ 3 trong quần đảo San Juan, Quận San Juan, tiểu bang Washington, Hoa Kỳ. Đảo có diện tích 29.81 miles2 (77.2 km2), với dân số là 2,177 người theo điều tra dân số năm 2000.

## Lịch sử
Đải Lopez vốn có tên là Chauncey, được đặt bởi nhà thám hiểm người Mỹ Wilkes's để tôn vinh chỉ huy hải quân Hoa Kỳ là Isaac Chauncey. Sau khi chính quyền Anh tổ chức lại bảng tên các đảo thì cái tên Chauncey bị loại bỏ, thay vào đó là tên Lopez như ngày nay, cái tên này được lấy từ viên sĩ quan Gonzalo López de Haro người Tây Ban Nhaư, người đầu tiên khám phá ra quần đảo San Juan.

## Trích nguồn
- ^ Phillips, James W. (1971). Washington State Place Names. University of Washington Press. ISBN 0-295-95158-3.
- ^ a b Pitcher, Don (June 2005). "Lopez Island". San Juan Islands. Moon Handbooks (2 ed.). Emeryville, CA: Avalon Travel Publishing. ISBN 15665918723.
- ^ "Lopez Island Day Parks - Odlin County Park". San Juan County. Truy cập 2009-01-24.

## Liên kết
- Lopez Island Visitor Information Lưu trữ ngày 3 tháng 3 năm 2012 tại Wayback Machine
- Lopez Island Historical Museum
- Lopez Island Chamber of Commerce, including webcam.
- Lopez Island Heritage Lưu trữ ngày 20 tháng 2 năm 2012 tại Wayback Machine
- San Juan Islands Visitors Bureau
- Đảo Lopez trên DMOZ